# La Païssa (Granera)
La Païssa és una masia del terme municipal de Granera, a la comarca catalana del Moianès. Pertany a la parròquia de Sant Martí de Granera. És una obra inclosa a l'Inventari del Patrimoni Arquitectònic de Catalunya.

## Situació

La Païssa, respecte del terme de Granera

Està situada a 744,5 metres d'altitud, a prop i al sud-est del poble de Granera, a tocar de l'Óssol i del Clapers, a l'esquerra del torrent de l'Óssol. És a llevant del Serrat del Clapers, a prop del límit meridional del terme. S'hi accedeix des de la masia de l'Óssol, de la qual es troba a 180 metres al sud-sud-est. La major part del trajecte s'ha de fer camp a través.

## Descripció
El mas conserva poca cosa. Uns murs formats per grans còdols i morter i dues finestres amb la pedra tallada als costats i llinda d'una sola peça, amb forats per l'enreixat. Segons la seva estructura l'edifici podria constar de planta baixa i dos pisos. No obstant, actualment hi ha planta baixa i pis. La façana de la casa mirava a migdia, però no es conserva. Sembla haver estat un gran mas, avui anomenat "La Païssa" degut als grans camps de conreu que té al seu entorn.